# Schluckatmung

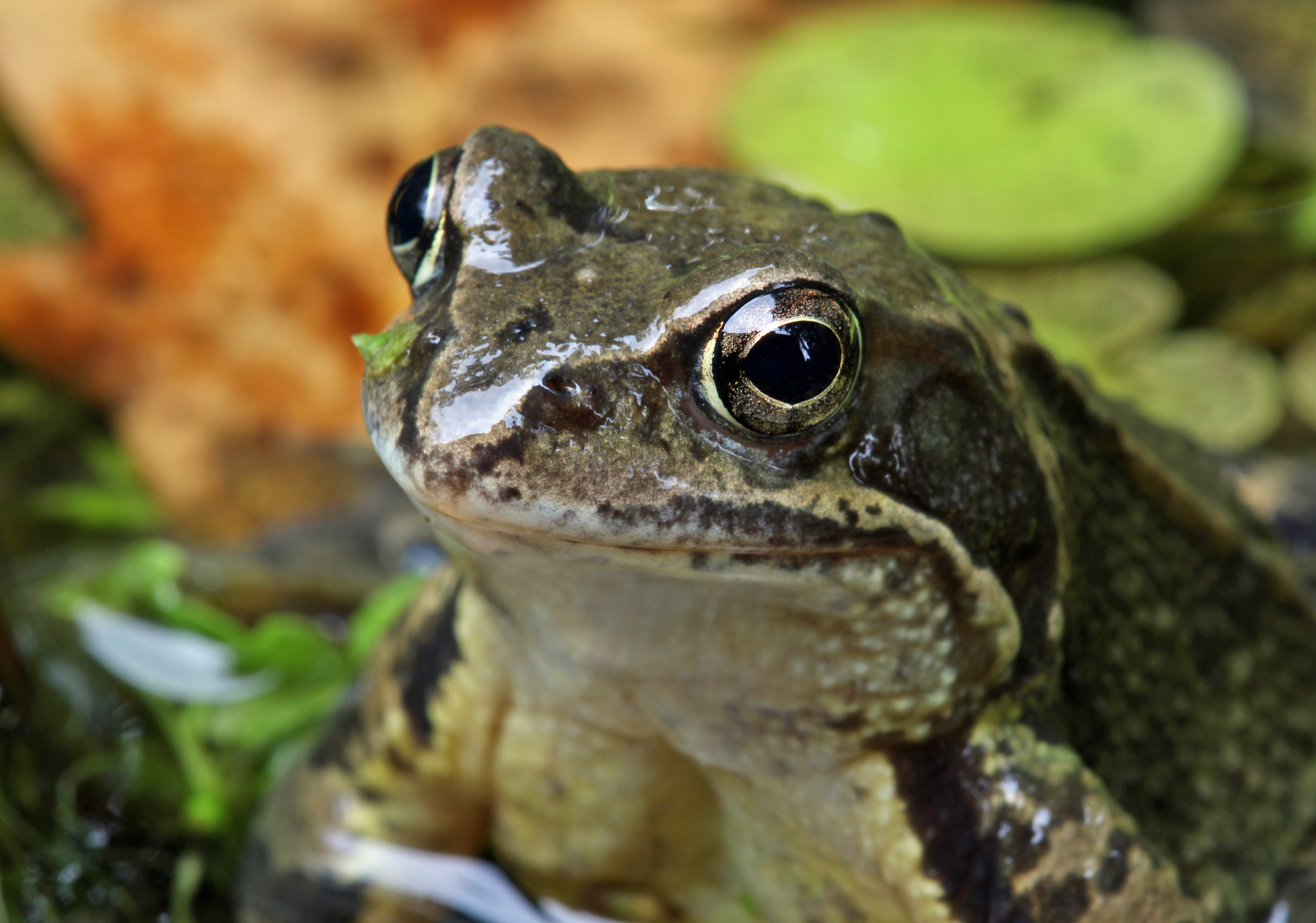
Die Atmung bei Amphibien (hier ein Grasfrosch) ist von außen durch das dauernde Bewegen der Kehlhaut erkennbar

Als Schluckatmung wird in der Zoologie der bei den Amphibien ausgeprägte Typ der Lungenatmung bezeichnet. 
Die spezielle Atemtechnik resultiert einerseits aus dem Fehlen eines Brustkorbs (Rippen und Zwerchfell) bei dieser Tierklasse, andererseits daraus, dass ihre Atmungsmuskulatur entwicklungsgeschichtlich aus der Kiemen- und Hypobranchialmuskulatur abgeleitet ist. Die durch die Nasenlöcher in den Mundraum eingeatmete Luft wird nach dem Druckpumpenprinzip in die Lunge gepresst. Dies geschieht durch ein Zusammenspiel von Öffnen und Schließen der Nasenlöcher und der spaltförmigen Kehlritze (Aditus laryngus bzw. Glottis), durch ein Anheben und Senken des Mundhöhlenbodens sowie durch Kontraktionen der Rumpfmuskulatur und der Lungenwände. Die Atemluft kann zwischen Mundhöhle und Lunge mehrmals hin und her strömen. Das Maul bleibt bei der Atmung stets geschlossen. Äußerlich sichtbar wird der Vorgang vor allem durch die für Frösche, Kröten, Molche und Salamander charakteristische Kehloszillation, also das ständige Heben und Senken des Mundhöhlenbodens, verbunden mit Schluckbewegungen.
Ergänzend zur Lungenatmung – oder auch als Alternative zu dieser – findet im Mundraum der Amphibien eine Sonderform der Hautatmung statt, die sogenannte Mundhöhlenatmung oder Kehlatmung. Der Gasaustausch erfolgt hierbei über das dichte Blutkapillarnetz der Mundhöhlenschleimhaut. Sauerstoff aus der mittels der Nasenlöcher in die Mundhöhle aufgenommenen Luft gelangt über die Vena cutanea magna zur Herzkammer, während Kohlendioxid durch die Arteria cutanea magna zur Mundhöhlenschleimhaut geleitet und über die Nasenlöcher wieder ausgeatmet wird. Die Mundhöhlenatmung hat – ebenso wie die Hautatmung an der übrigen, feuchten Körperoberfläche – für Amphibien eine wesentliche Bedeutung, insbesondere auch bei reduziertem Stoffwechsel, etwa während der Überwinterung. Manche Arten wie die Lungenlosen Salamander betreiben ihre Atmung sogar fast ausschließlich auf diese Weise (allgemeine Hautatmung plus Mundhöhlenatmung). Das permanente, schnelle Auf- und Abbewegen des Kehlsacks (Mundboden) ist Voraussetzung für das Funktionieren dieser Atemtechnik, und ist ihr äußerlich sichtbares Merkmal.
Zwischen der Mundhöhlen- und der Schluckatmung kann der Lurch beliebig wechseln – sofern die Art über eine Lunge verfügt. Die äußere Hautatmung findet ständig statt. Wie groß der Anteil der jeweiligen Atmungsform an der Sauerstoffversorgung des Tieres ist, lässt sich nicht pauschal sagen. Dies unterscheidet sich je nach Spezies und ist zudem von ihren Lebensbedingungen und der körperlichen Aktivität abhängig. Trotz des einfachen, sackartigen Aufbaus der Amphibienlunge spielt diese bei vielen Arten eine wichtige Rolle bei der Atmung, ebenso wie der Gasaustausch über die Hautoberfläche. Die eigentliche Mundhöhlenatmung hat dabei eine ergänzende Funktion.
Im Larvenstadium decken Amphibien ihren Sauerstoffbedarf ebenfalls bereits über die Haut, ansonsten aber vor allem mittels Außen- oder Innenkiemen. Diese werden im Verlauf der Metamorphose dann normalerweise durch die Lunge „ersetzt“.